# Chrysometa zelotypa
Chrysometa zelotypa là một loài nhện trong họ Tetragnathidae.
Loài này thuộc chi Chrysometa. Chrysometa zelotypa được Eugen von Keyserling miêu tả năm 1883.